# Polánka (okres Plzeň-jih)
Polánka (německy Polanka) je obec v okrese Plzeň-jih v Plzeňském kraji. Žije zde 46 obyvatel.

## Historie
První písemná zmínka o obci pochází z roku 1381.

## Obyvatelstvo
| Rok            | 1869 | 1880 | 1890 | 1900 | 1910 | 1921 | 1930 | 1950 | 1961 | 1970 | 1980 | 1991 | 2001 | 2011 | 2021 |
| -------------- | ---- | ---- | ---- | ---- | ---- | ---- | ---- | ---- | ---- | ---- | ---- | ---- | ---- | ---- | ---- |
| Počet obyvatel | 255  | 249  | 220  | 210  | 207  | 202  | 173  | 139  | 143  | 117  | 99   | 77   | 55   | 52   | 37   |
| Počet domů     | 35   | 36   | 36   | 36   | 36   | 38   | 38   | 36   | 30   | 30   | 26   | 30   | 31   | 33   | 32   |

## Obecní správa
Mezi lety 1869–1975 Polánka byla obcí v okrese Přeštice (1869–1930), poté v okrese Blovice (1950) a později v okrese Plzeň-jih. Od 1. ledna 1976 do 31. prosince 1993 patřila jako část obce ke Kramolínu a od 1. ledna 1994 je opět samostatnou obcí.

### Obecní symboly
Znak a vlajka byly obci uděleny rozhodnutím předsedkyně Poslanecké sněmovny Parlamentu České republiky dne 13. května 2022.

## Pamětihodnosti
- Venkovská usedlost č.p. 16
- Kříž
- Kaplička

Na jižním okraji obce u koupaliště se nachází přírodní rezervace Polánecký mokřad, na sever od obce v lesích pak přírodní památka V Houlištích.